# Toledo (Metro de Nàpols)
Toledo és una estació de la línia 1 del metro de Nàpols, que rep el nom de la Via Toledo que hi ha a prop. Va guanyar el premi LEAF el 2013 com a "Edifici públic de l'any".
L'estació es va inaugurar el 17 d'abril de 2012 dins el tram completat anteriorment a la Università.